# Desa Pasirjambu (administrativ by i Indonesien, lat -6,53, long 106,81)
Desa Pasirjambu är en administrativ by i Indonesien.   Den ligger i provinsen Jawa Barat, i den västra delen av landet, 40 km söder om huvudstaden Jakarta.